# Green Six Sigma
Green Six Sigma (GSS) oder Green Lean Six Sigma (GLSS) ist ein Konzept, mit dem im Produktionsumfeld Abfälle und Schwankungen reduziert werden sollen, um negative Umweltauswirkungen abzumildern; zum Tragen kommt u. a. das „3R-Prinzip“ (Reduce, Reuse, Recycle). GLSS besteht aus drei Ansätzen: Green („Green Manufactoring“) zur Bewertung der Umweltauswirkungen, Lean (Lean Management) zur Verringerung der Verschwendung, und Six Sigma zur Verbesserung der Produktivität. Auf diese Weise soll die Rentabilitätsdynamik durch die Reduzierung von Emissionen, Abfällen und Nacharbeit erhöht werden.  Das Modell basiert auf der Hypothese, dass so die durch die Bautätigkeit verursachten Auswirkungen zu minimieren sind und gleichzeitig die Effizienz verbessert und das Endergebnis gesichert werden kann.

## Geschichte
Als einer der ersten Autoren beschreiben Banawi et al. (2014) die Verbindung von Green, Lean und Six Sigma als ein zusammenhängendes Konstrukt. Inzwischen ist dieser Ansatz zu einem gängigen Begriff in der Forschungs-Literatur geworden.
Aktuelle Fragestellungen untersuchen, wie Green Six Sigma mit der Industrie 4.0 in Verbindung gebracht werden kann.

## Konzept
Zur Nutzung des größtmöglichen Potenzials werden die drei Ansätze Green, Lean und Six Sigma miteinander verbunden. Müll/Verschwendung soll reduziert werden (Lean), die Prozessvariabilität reduziert werden (Six Sigma) ebenso die negativen Umweltauswirkungen eines Produktes (Green). Hierzu gibt es verschiedene Frameworks von unterschiedlichen Forschern. Zu den verschiedenen Frameworks gibt es verschiedene Enabler (dt. Befähiger/Ermöglicher) welche im Projekt, dem Management und den Rahmenbedingungen zu finden sind. Innerhalb eines GLSS Projektes gelten GLSS-Tools als ebensolche Enabler. Das Konzept verfolgt Nachhaltigkeit als ein Handlungsprinzip zur Ressourcen-Nutzung.
Six Sigma ist ein System, um Produkt- und Servicequalität eines Unternehmens zu verbessern. Dem Grunde nach orientiert sich Six Sigma am DMAIC-Zyklus mit den Phasen Define (Definition), Measure (Messen), Analyze (Analyse), Improve (Verbessern) und Control (Kontrollieren).
Lean Management bezeichnet die effiziente Gestaltung von Wertschöpfungs-Prozessen.
„Green Manufactoring“ bezeichnet die Gestaltung des Produktes und der Produktionsprozesse nach Aspekten der Umweltfreundlichkeit. Es ist ein wesentlicher Bestandteil einer Green Supply Chain. Das Green Manufacturing verfolgt dabei fünf wesentliche Prinzipien, um die Produktion umweltfreundlich zu gestalten:
- Das Produktionssystem allumfassend betrachten, um Verbesserungspotenziale zu erkennen und diese ausschöpfen zu können.
- Das Produktionssystem beziehungsweise das Unternehmen in vertikaler Richtung (= entlang mehrerer Ebenen des Detaillierungsgrades von Prozessen) und in horizontaler Richtung (= entlang einer Ebene von Prozessen) betrachten.
- Schädliche Inputs und Outputs zu verringern, wie Gift- oder Gefahrstoffe, welche die Umwelt und den Menschen schädigen können.
- Weitestgehende Beschränkung des Nettoressourcenverbrauchs.
- Zeitliche Effekte beziehungsweise die Effekte, die auch nach längerer Zeit auftreten können, betrachten.